# 張義雄
張義雄（1914年5月28日—2016年5月27日），出生於台灣嘉義，台灣知名畫家與美術教育家，旅居日本與法國多年。1987年成為首位獲頒法國政府藝術家年金的台灣藝術家，2005年獲前總統陳水扁頒發四等景星勳章。2016年獲蔡英文總統追贈褒揚令。

## 簡歷
張義雄出生於嘉義世家，家中七個兄弟排行第二，父親張鼎驥曾任老師，後轉而經商。叔母張李德和為嘉義知名女詩人、書畫家與慈善家。張義雄自幼展現對繪畫的興趣與天賦，父親亦支持其追求藝術的志趣。1924年偶遇在嘉義中央噴水池旁寫生的畫家陳澄波。這位當時在東京美術學校就讀的同鄉成為張義雄立志當畫家的典範。1926年透過二伯張鼎駒的引介，請陳澄波在返鄉期間教導張義雄作畫:10-15;167。1929年進入日本京都同志社中學校讀書，1931年返台入嘉義中學校，因翹課看電影被停學。
1932年父親過世後，赴日考取私立帝國美術學校（今武藏野美術大學），張義雄為求自立，婉拒家中援助，送報賺取生活費。一學期後，因支付不出學費休學。其後為了報考東京美術學校（今東京藝術大學），進入京都兩洋中學校就讀以取得中學生畢業資格，同時在夜間於關西美術學院習畫。經過五次報考東京美術學校入學考試的失敗，張義雄持續到川端畫學校進修，四處打工與開始在東京街頭為路人畫像:22-26。
太平洋戰爭爆發，張義雄從日本去北京投靠行醫的大哥張嘉英。1945年與江寶珠成婚。二次大戰結束後，回到台灣，1948年受邀到省立師範學院（今國立台灣師範大學）擔任助教，卻因不適應學院生活於隔年去職。張義雄生活並不得志，在台北前後搬家八次:239。1950年在自家經營的鳥店樓上開設「純粹美術班」:42-4。此期創作多採用強烈粗獷的黑色線條和色塊，作品參展屢次獲獎，包括省展（台灣省全省美術展覽會）六、七、八屆首獎，及臺陽美展（臺陽美術協會）首獎三次。例如1951年以《鼓吹》獲得第6屆省展文協獎，1952年以《秋夜》獲得第7屆省展特選主席獎第一名，1953年以《紅花》獲得第8屆省展主席獎第一名免鑑查。
1954年與廖德政、洪瑞麟、陳德旺、張萬傳、金潤作等人組成「紀元畫會」，此後數年多次舉辦畫展。1963年獲聘國立台灣藝術專科學校（今國立台灣藝術大學）兼任副教授。1964年，因一位美國收藏家法蘭克購買64件作品，張義雄獲大筆收入，擬移民巴西；然而途經日本停時受騙， 居留於日本:78-80。張義雄在日本街頭為人畫像剪影，甚至撿廢紙為生，太太從事幫傭、洗碗等粗重工作，生活刻苦。此後畫風轉變，黑色漸少，白色漸多。1972年成為日本美術聯盟會員。1973年回台灣在省立博物館（今國立臺灣博物館）舉辦個展:18。1977年起，獲太極畫廊贊助，成為其專屬經紀畫家，也是台灣畫壇首位經紀畫家。他自此有了長居法國的資金來源。:104
1980年決定定居法國。接連入選法國春季沙龍、秋季沙龍，1987年成為第一位獲得法國藝術家年金的台灣藝術家。1988年成為法國秋季沙龍正式會員的首位台灣畫家:115。
1988年，台灣發生520農民運動，這是台灣解嚴後首次爆發激烈警民眾衝突的社會運動。張義雄為聲援農民，隔年捐出百幅作品，在台北舉辦「張義雄社會關懷義賣畫展」。
2003年重回日本定居:166。張義雄於90歲時發現罹患攝護腺癌末期，依然作畫不輟，期間曾為當時民進黨主席蔡英文繪製肖像。 99歲於家中昏迷後停筆。2004年，國立歷史博物館舉辦《張義雄90回顧展》。2013年11月，國立台灣美術館舉辦《生命的禮拜天：張義雄百歲回顧展》。2014年台北新光三越舉辦「張義雄百歲展─小丑人生」巡迴展。2016年5月27日病逝於日本慈誠會紀念病院。

## 藝術風格
張義雄的創作在吸納印象派、後印象派、野獸派、立體派、表現主義等風格之外發展出個人的畫風:9。繪畫主題包括靜物、人物與風景。靜物畫作中常見吉他、籠中鳥等題材；人物畫喜刻劃市井小民，尤其是在街頭討生活的社會底層人物:218-229。移居法國後題材新增數量可觀的歐洲風景與小丑人物:158-9。張義雄早期畫作多採用粗重黑線條與濃鬱色塊造型，因此常被評論概稱為「黑線條時期」:120。晚年長居巴黎後，畫風色調轉趨明亮，構圖簡練，進入所謂「白色時期」:194:152。

## 外部連結
國立台灣美術館 : 生命的禮拜天：張義雄百歲回顧展